# Міядзу

Мія́дзу (яп. 宮津市, みやづし, МФА: [mʲijad͡zu ɕi]?) — місто в Японії, в префектурі Кіото.     Отримало статус міста 1954 року. Площа становить 169,32 км². Станом на 1 жовтня 2017 року населення складало 17 633  осіб, густота населення — 104 осіб/км².     В місті розташоване Ама-но-хашідате, один з трьох найкрасивіших краєвидів Японії.

## Історія
Міядзу отримало статус міста 1 червня 1954 року.